# Trafassi
Trafassi (Sranantongo voor op een andere manier) is een Surinaams-Nederlandse allround-feestband rond zanger-percussionist Edgar 'Bugru' Burgos, een neef van Lieve Hugo. Trafassi speelt een mengeling van Caribische stijlen, top 40-hits en eigen materiaal. Hun grootste hit is Wasmasjien (1985).

## Geschiedenis
Trafassi werd in 1981 opgericht door ex-leden van The Happy Boys, de voormalige begeleidingsband van Lieve Hugo. De band begon als kaseko-formatie, maar ontwikkelde zich geleidelijk tot een veelgevraagde allround-band met nummers in het Sranantongo, Nederlands en Engels. Zo verschenen er coverversies van de soulballad The Train en Je t'aime... moi non plus; die laatste kreeg onder de titel Me Jam een even suggestieve tekst over een pot jam in een boodschappentas.
In 1985 scoorde de band een hit met Wasmasjien; een variant op het oorspronkelijk papiamentstalige nummer Wasmashin, dat in 1982 werd geschreven door de Curaçaose componist en zanger Macario 'Makai' Prudencia in de door hem ontwikkelde muziekstijl "Salsa Antiano". Wasmasjien werd uitgebreid gepromoot en kreeg dankzij het NCRV-programma Dit Is Disney een onofficiële videoclip. 
De plaat was op vrijdag 31 mei 1985 Veronica Alarmschijf op Hilversum 3. Het werd de enige hit van Trafassi. De plaat stond 8 weken in de Nederlandse Top 40 met de 10e plaats als hoogste positie. In de Nationale Hitparade bereikte de plaat zelfs de 3e positie. De singles die daarna volgden werden door de platenmaatschappij afgewezen omdat ze niet klonken als Wasmasjien. 
Eind jaren negentig kwam het tot een breuk tussen Burgos en de overige Trafassi-leden (eveneens leadzangers). Burgos richtte een nieuwe Trafassi op waarmee hij nog steeds optreedt. Met deze band begon hij in 2010 aan een theatertournee ter gelegenheid van het dertigjarig jubileum.
In 2014 verscheen de verzamel-cd Wasmasjien en andere poku's in de Sranan Gowtu-reeks van het Top Notch-label. In 2016 volgde een tournee met andere Sranan Gowtu-acts en verscheen de band in een aflevering van Ali B op volle toeren.

## Discografie (hitnoteringen)

### Albums
| Album met eventuele hitnotering(en) in de Nederlandse Album Top 100 | Datum van verschijnen | Datum van binnenkomst | Hoogste positie | Aantal weken | Opmerkingen |
| ------------------------------------------------------------------- | --------------------- | --------------------- | --------------- | ------------ | ----------- |
| Wasmasjien                                                          | 1985                  | 06-07-1985            | 47              | 1            |             |

### Singles
| Single met eventuele hitnotering(en) in de Nederlandse Top 40 | Datum van verschijnen | Datum van binnenkomst | Hoogste positie | Aantal weken | Opmerkingen                                                      |
| ------------------------------------------------------------- | --------------------- | --------------------- | --------------- | ------------ | ---------------------------------------------------------------- |
| Wasmasjien                                                    | 1985                  | 08-06-1985            | 10              | 8            | Veronica Alarmschijf Hilversum 3 Nr. 3 in de Nationale Hitparade |
| Memre den (Gedenk hen)                                        | 1989                  | -                     |                 |              | als Surinam All Stars Nr. 35 in de Nationale Hitparade Top 100   |
| Wasmasjien                                                    | 2006                  | -                     |                 |              | met DJ Maurice Nr. 79 in de B2B Single Top 100                   |
| Pum pum (Sexy body '07)                                       | 2007                  | -                     |                 |              | met DJ Maurice Nr. 67 in de B2B Single Top 100                   |

| Single met hitnotering(en) in de Vlaamse Ultratop 50 | Datum van verschijnen | Datum van binnenkomst | Hoogste positie | Aantal weken | Opmerkingen |
| ---------------------------------------------------- | --------------------- | --------------------- | --------------- | ------------ | ----------- |
| Wasmasjien                                           | 1985                  | 15-06-1985            | 35              | 4            |             |